# ریث
ریث (به انگلیسی: Reeth) یک روستا در بریتانیا است که در ریچموند واقع شده‌است. ریث ۷۲۴ نفر جمعیت دارد.